# Мезецька фортеця
Мезецька фортеця (болг. Мезешка крепост) — середньовічна візантійська фортеця, побудована в XI—XII століттях на захід від сучасного села Мезек в Болгарії, за 6 км на південний захід від Свиленграда та лише за 1 км від грецького кордону. Будівля тягнеться по терасі біля підніжжя крутої гілки північно-східних Родопів, яку назвають св. Марина або Ліс. Вона виконувала функції прикордонної фортеці та охороняла територію між річками Мариця та Арда.

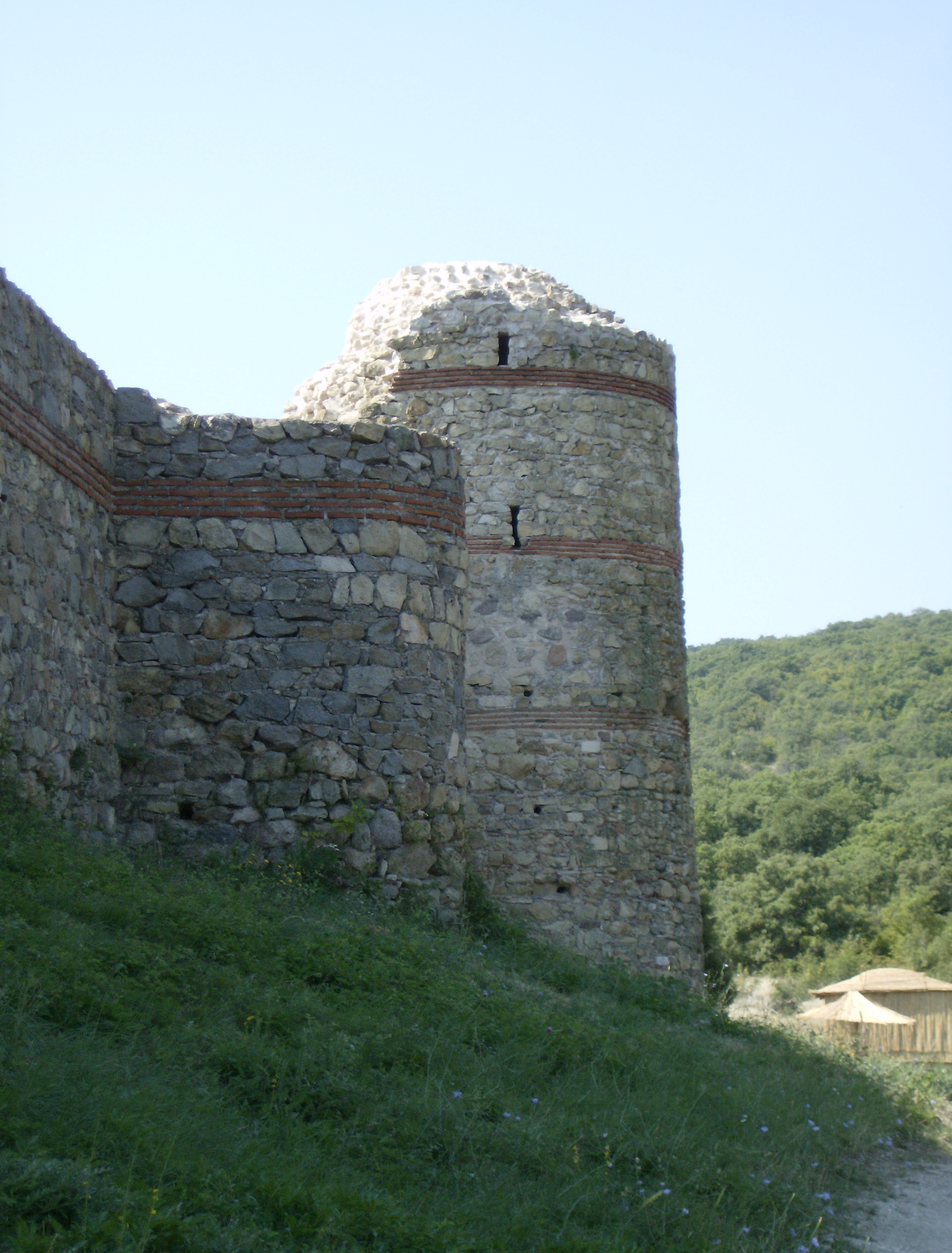

Місцеві жителі називають фортецю «Калето» за назвою пагорба, на якому вона стоїть. Це найкраще збережений оборонний об'єкт в Родопах. У 1968 році вона була оголошена археологічною пам'яткою культури «національного значення».
Фортеця має номер 273 у Реєстрі природоохоронних територій та природних запові́дників у Болгарії.

## Розміщення
Фортеця Мезек знаходиться поруч із селом Мезек на висоті близько 210 метрів. До неї можна доїхати дорогою із західного кінця села, що веде до вершини Шейновець. Фортеця стоїть приблизно за кілометр на північ від грецького кордону, про що свідчить військовий об'єкт на місці найсхіднішої вежі, побудованої за часів холодної війни.

## Історія
Чеський історик Костянтин Їречек ототожнює руїни поблизу села Мезек із відомою з письмових джерел фортецею Неотзікон (грец. Νεούτζικον) на межі між середньовічними районами Пловдива та Едірне. Поселення згадується Микитою Хонятом (грец. Νικήτας Χωνιάτης) при описуванні подій 1193 року.
Стіни фортеці охоплюють площу близько 65 арів у формі неправильного чотирикутника, що має розміри 110×60 м. Товщина стін фортеці становить від 1,90 до 2,50 м. Вони зміцнені круглими вежами, які виступають понад половину за межі товщини стіни. Вхід до фортеці у західній стіні, на її північному кінці. У 1900 році частину фортеці було зруйновано з метою використання каміння для будівництва турецьких казарм у Свиленграді.